# Хуснија Курт
Хуснија Курт (Мостар, 14. новембар 1900 — Сарајево, 22. октобар 1959) био је универзитетски професор и босанскохерцеговачки политичар.

## Биографија
Рођен је 1900. године у Мостару. Гимназију је полазио у Мостару и Београду, а у Загребу завршио Филозофски факултет 1925. године. Испрва је био гимназијски професор у Мостару, а затим у Београду. Тамо га је 1941. затекла окупација Југославије, па се одмах прикључио Народноослободилачком покрету. Након тога је постао члан Комунистичке партије Југославије.
У јесен 1942. био је ухапшен и интерниран на острво Мамулу, одакле је пребачен у концентрациони логор у Италију. После капитулације Италије 1943, пуштен је из затвора, након чега је прешао у Словенију и ступио у НОВЈ. На Првом заседању ЗАВНОБиХ-а, био је изабран у његово председништво, а на Другом заседању АВНОЈ-а изабран и за члана Председништва АВНОЈ-а.
Од 1945. до 1946. године био је председник Обласног народног одбора за Херцеговину, затим потпредседник и секретар Президијума Народне скупштине БиХ до октобра 1948. године. Од тада до смрти био је редовни професор Пољопривредно-шумарског и Пољопривредног факултета у Сарајеву. Био је и члан Савезног одбора ССРН Југославије, члан Главног одбора ССРН БиХ, потпредседник Црвеног крста НР БиХ, председник Друштва хемичара НР БиХ и остало.
Умро је 22. октобра 1959. године у Сарајеву.

## Научни рад и признања
У своме научном раду бавио се изучавањем етеричних уља те је заједно са својим сарадницима објавио већи број радова, претежно у Гласнику друштва хемичара НРБиХ.
Носилац је Партизанске споменице 1941, Ордена братства и јединства, Ордена за храброст и осталих југословенских одликовања.